# スティーヴ・ガッド

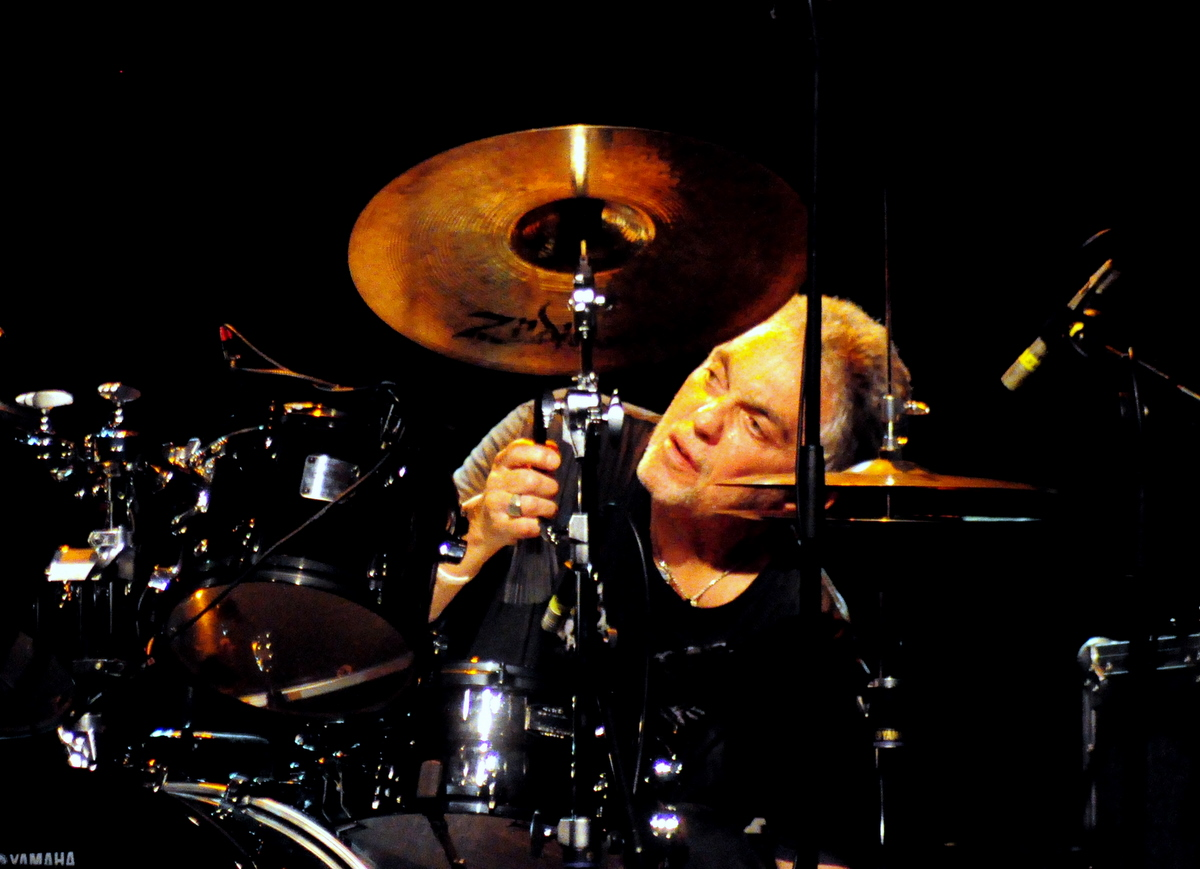
ドラムをセットするガッド（2010年）

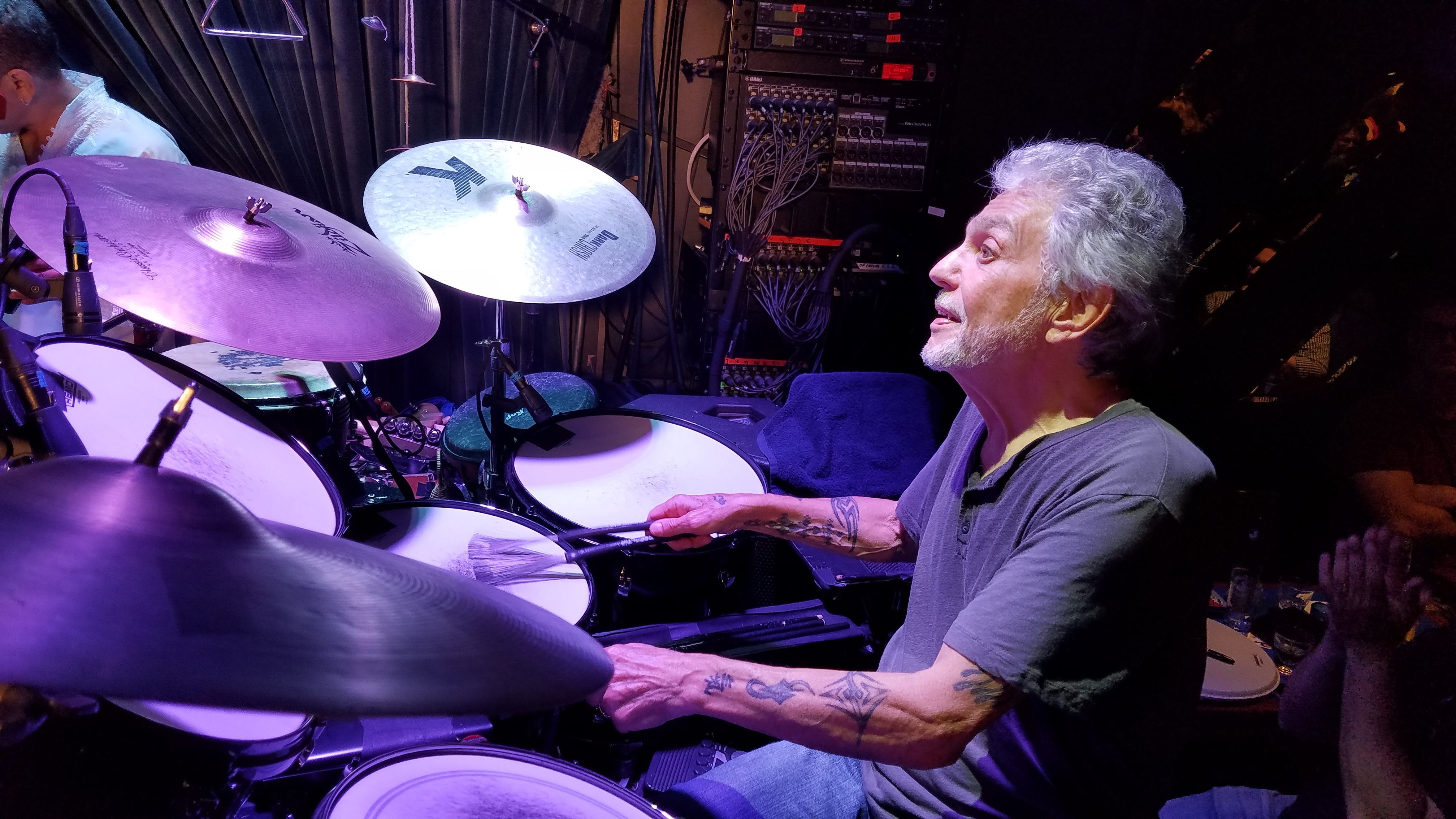
2017年9月29日金曜、ニューヨークのブルーノート公演にてチック・コリアを見ながらブラシで演奏するするスティーヴ・ガッド

スティーヴ・ガッド（Steve Gadd、1945年4月9日 - ）は、アメリカ合衆国ニューヨーク州ロチェスター生まれのフュージョン・ドラマー、セッション・ドラマー、スタジオ・ミュージシャンである。『東のスタッフ、西のクルセイダーズ』とも称された、スタッフのメンバーだった。

## 来歴
ニューヨーク州ロチェスター生まれ。軍楽隊のドラマーをしていた叔父の影響で、7歳よりドラムのレッスンを受けるようになる。小学生である11歳の時にタレント・コンテストに優勝して、ウォルト・ディズニーに出会い、ミッキーマウス・クラブでドラム演奏とタップダンスの披露もおこなった。また、ロチェスターのイーストマン音楽学校でクラシックの打楽器奏法を学んでいる。その後、アメリカ陸軍の軍楽隊に3年所属していた。地元のビッグバンドで活動。その後、ニューヨークに出て、ジャズ・クラブでチック・コリア、チャック・マンジョーネ、ジョー・ロメオ、マイク・マイニエリらとセッションを重ね、実力をつけていった。1970年には無名時代のチャック・マンジョーネのアルバムに参加している。1972年、トニー・レヴィン、マイク・ホルムスとトリオを結成、ニューヨークに出て演奏した。
トリオ解散後、ニューヨークでスタジオ・ミュージシャンとして活動を始める。1973年にはチック・コリアのバンド「リターン・トゥ・フォーエヴァー」に参加するが、短期間で脱退。その後、チャールズ・ミンガスのアルバム、アル・ディ・メオラの「エレクトリック・ランデヴー・バンド」、マンハッタン・ジャズ・クインテットなどに参加。ゴードン・エドワーズとスティーヴ・ガッドは、ジェームス・ブラウンの楽曲に参加経験がある。ガッドはハービー・マンの「ハイジャック」 、コーネル・デュプリーは、ブルック・ベントンの「雨のジョージア」に参加したことがあった。
クロスオーバー、フュージョンの初期から技巧派ドラマーとして知られていた。ガッドは、大ヒット曲「ハッスル」を含むヴァン・マッコイのアルバム『ディスコ・ベイビー』のレコーディング・セッションに参加した。ガッドは、ゴードン・エドワーズを中心とする当時のニューヨークの著名スタジオ・ミュージシャンら（コーネル・デュプリー、エリック・ゲイル、リチャード・ティー、クリストファー・パーカー）によるフュージョン・バンド「スタッフ」に参加した。1976年に、スタッフはデビュー・アルバムを発売している。
1980年代にはスタッフからのバンドメイトであるデュプリーとティーにエディ・ゴメスとロニー・キューバーを新たに迎え自身のバンド「ザ・ガッド・ギャング」を結成し、R&Bの名作をフュージョン・カヴァーした。1983年、教則ビデオ『Up Close』をリリース。1984年、初のリーダー・アルバム『ガッドアバウト』をリリース。1992年、ロックの殿堂入りアーティストであるザ・ベンチャーズの楽曲をカバーしたアルバム『ハイパー・ベンチャーズ』をリリース。同アルバムには、デヴィッド・スピノザ、ジョン・トロペイ、ウィル・リーが参加している。ジョー・サンプル、ミシェル・ペトルチアーニらと共演、1995年からはエリック・クラプトンの要請により彼のツアー・バンドに参加し、その演奏は多くのロック・ファンの間でも評判となった。ポール・サイモン、ジェームス・テイラー、ロバータ・フラックといったミュージシャンのアルバムにも参加した。その他、クインシー・ジョーンズ、スティーヴィー・ワンダー、ポール・マッカートニー、スティーリー・ダン、チック・コリア等のレコーディングやツアーに参加。ジャンルを超えてのビッグネーム達との共演歴、そして膨大な数のレコーディング歴と、ツアー歴を持つ著名ドラマーとなっている。
2003年9月13日、シンバル・メーカーのジルジャン社からアメリカン・ドラマー・アチーヴメント・アワードとして讃えられた（ボストンのバークリー・パフォーマンス・センターにて）。2021年5月、ドラム練習用の楽譜である『GADDIMENTS』をハドソン・ミュージックから販売。付録として本人による練習パッドによる演奏動画がダウンロード・コンテンツが収録されている。

## セッション経験がある著名ミュージシャン
ジャズ、フュージョン系をメインに、ポール・サイモン、エリック・クラプトンのツアーに参加するなど、ジャンルを問わず多くのミュージシャンのレコーディングやライブ、ツアーに参加した。
- アル・ディ・メオラ
- アレサ・フランクリン
- アル・ジャロウ
- アンソニー・ジャクソン
- ヴァン・マッコイ
- エディ・ゴメス
- エディ・ブリケル
- エリック・クラプトン
- カーリー・サイモン
- カレン・カーペンター
- クインシー・ジョーンズ
- クリスチャン・マクブライド
- クリストファー・クロス
- グローヴァー・ワシントン・ジュニア
- ケイト・ブッシュ
- ケニー・ギャレット
- サイモン&ガーファンクル
- ジェームス・テイラー
- ジェームス・ブラウン
- ジム・ホール
- ジャコ・パストリアス
- ジョー・コッカー
- ジョージ・ベンソン
- ジョン・トロペイ
- ジョン・ボン・ジョヴィ
- スタンリー・クラーク
- スティーヴィー・ワンダー
- スティーリー・ダン
- チック・コリア
- チェット・ベイカー
- チャック・マンジョーネ
- デイヴ・グルーシン
- デイヴィッド・サンボーン
- デヴィッド・スピノザ
- トニー・バンクス
- ビージーズ
- ピーター・ガブリエル
- B.B.キング
- フランク・シナトラ
- ボブ・ジェームス
- ポール・マッカートニー
- マイク・マイニエリ
- マンハッタン・トランスファー
- ミシェル・ペトルチアーニ
- ミルト・ジャクソン
- ラリー・カールトン
- リー・リトナー
- リッキー・リー・ジョーンズ
- リンゴ・スター
- ロン・カーター
- 杏里[8]
- 伊藤君子
- 及川光博
- 角松敏生
- 日野皓正
- ピンク・レディー
- 深町純
- 松本英彦
- 矢野顕子
- 吉田ミカ（ミカ・ストルツマン）
- 渡辺貞夫
- 渡辺香津美

ほか多数

## メンバーを務めたバンド
- スタッフ - スティーヴ・ガッド（ドラムス）、クリス・パーカー（ドラムス）、エリック・ゲイル（ギター）、コーネル・デュプリー（ギター）、ゴードン・エドワーズ（ベース）、リチャード・ティー（キーボード）
- ガッド・ギャング (The Gadd Gang)[9] - スティーヴ・ガッド（ドラムス）、コーネル・デュプリー（ギター）、エディ・ゴメス（ベース）、リチャード・ティー（キーボード）、ロニー・キューバー（バリトンサックス）
- マンハッタン・ジャズ・クインテット - スティーヴ・ガッド（ドラムス）、チャーネット・モフェット（ベース）、デイヴィッド・マシューズ（ピアノ）、ルー・ソロフ（トランペット）、 ジョージ・ヤング（テナーサックス）
- ステップス（ステップス・アヘッド） - スティーヴ・ガッド（ドラムス）、マイク・マイニエリ（ヴィブラフォン）、マイケル・ブレッカー（テナーサックス）、ドン・グロルニック（ピアノ）、エディ・ゴメス（ベース）
- ハイパー・ベンチャーズ - スティーヴ・ガッド（ドラムス）、デヴィッド・スピノザ（ギター）、ジョン・トロペイ（ギター）、ウィル・リー（ベース） ※ザ・ベンチャーズのカバー専門

## ディスコグラフィ

### リーダー・アルバム
- 『ガッドアバウト』 - Gaddabout (1984年、Electric Bird)
- The Boys from Rochester (1989年、Feels So Good) ※with チャック・マンジョーネ
- 『ハイパー・ベンチャーズ』 - Hyper Ventures (1992年、InsideOut) ※ハイパー・ベンチャーズ名義
- Together Forever (1994年、Gates Music) ※with チャック・マンジョーネ
- 『ライヴ・アット・ブルーノート東京』 - Trio in Tokyo (1999年、Dreyfus) ※with ミシェル・ペトルチアーニ
- 『スーパー・トリオ』 - Super Trio (2006年、Mad Hatter) ※with チック・コリア、クリスチャン・マクブライド
- 『ガッド・ライヴ!』 - Live at Voce (2010年、BFM)
- 『ガッドの流儀』 - Gadditude (2013年、BFM)
- 『70ストロング』 - 70 Strong (2015年、BFM)
- 『ウェイ・バック・ホーム〜生誕70年凱旋ライヴ!』 - Way Back Home (2016年、BFM)
- 『チャイニーズ・バタフライ』 - Chinese Butterfly (2017年、Stretch) ※with チック・コリア
- 『スティーヴ・ガッド・バンド』 - Steve Gadd Band (2018年、BFM)
- 『サー』 - Sir, (2018年、Paddle Wheel) ※with エディ・ゴメス、デイヴィッド・マシューズ
- 『アット・ブルーノート・トーキョー』 - At Blue Note Tokyo (2021年、BFM)
- 『スピリット・オブ・チック・コリア』 - Spirit Of Chick Corea (2022年、Eight Islands) ※with ミカ・ストルツマン
- 『センターステージ』 - Center Stage (2022年、Leopard)

ザ・ガッド・ギャング
- 『ザ・ガッド・ギャング』 - The Gadd Gang (1986年、Columbia)
- 『ヒア・アンド・ナウ』 - Here & Now (1988年、Columbia)
- 『ライヴ・アット・ザ・ボトム・ライン』 - Live at Bottom Line (1994年、A Touch)

マンハッタン・ジャズ・クインテット
- 『枯葉』 - Autumn Leaves (1985年、Paddle Wheel)
- 『ライブ・アット・ピット・イン』 - Live at Pit Inn (1986年、Paddle Wheel)
- 『ザ・サイドワインダー』 - The Sidewinder (1986年、Paddle Wheel)
- 『マイ・ファニー・バレンタイン』 - My Funny Valentine (1986年、Paddle Wheel)
- Live at Pit Inn Vol. 2 (1986年、Paddle Wheel)
- 『マイ・フェイバリット・シングス』 - My Favorite Things: Live in Tokyo (1987年、Paddle Wheel)
- 『マンハッタン・ブルース』 - Manhattan Blues (1990年、Sweet Basil)
- 『アランフェス協奏曲』 - Concierto De Aranjuez (1994年、Sweet Basil)
- 『V.S.O.P.』 - V.S.O.P.: Very Special Onetime Performance (2008年、Birds)

ブリッチャー・ヘマー・ガッド
- Blicher Hemmer Gadd (2014年、c-nut)
- Omara (2018年、c-nut)
- Get That Motor Runnin' (2019年、c-nut)
- It will be alright (2023年、c-nut)